# 앨릭스 페리스
앨릭스 페리스(영어: Alex Ferris, 1997년 4월 23일 ~ )는 캐나다의 배우이다.

## 출연 작품
- 인 데어 스킨 (2012)
- 미스터 이빨요정 (2010)
- 윔피 키드 (2010)
- 배틀스타 갈락티카 더 플랜 (2009)
- 시간 여행자의 아내 (2009)
- 인비저블 (2007)
- 메모리 (2006)
- 마스터즈 오브 호러 시즌 2 에피소드 1 - 저주 (2006)
- 내 생애 가장 징글징글한 크리스마스 (2006)
- 런어웨이 버케이션 (2006)
- 폴런 (2006)
- 엑스맨 - 최후의 전쟁 (2006)
- 터미널 시티 (2005)
- 천국에서 만난 다섯 사람 (2004)